# Maureen Johnson

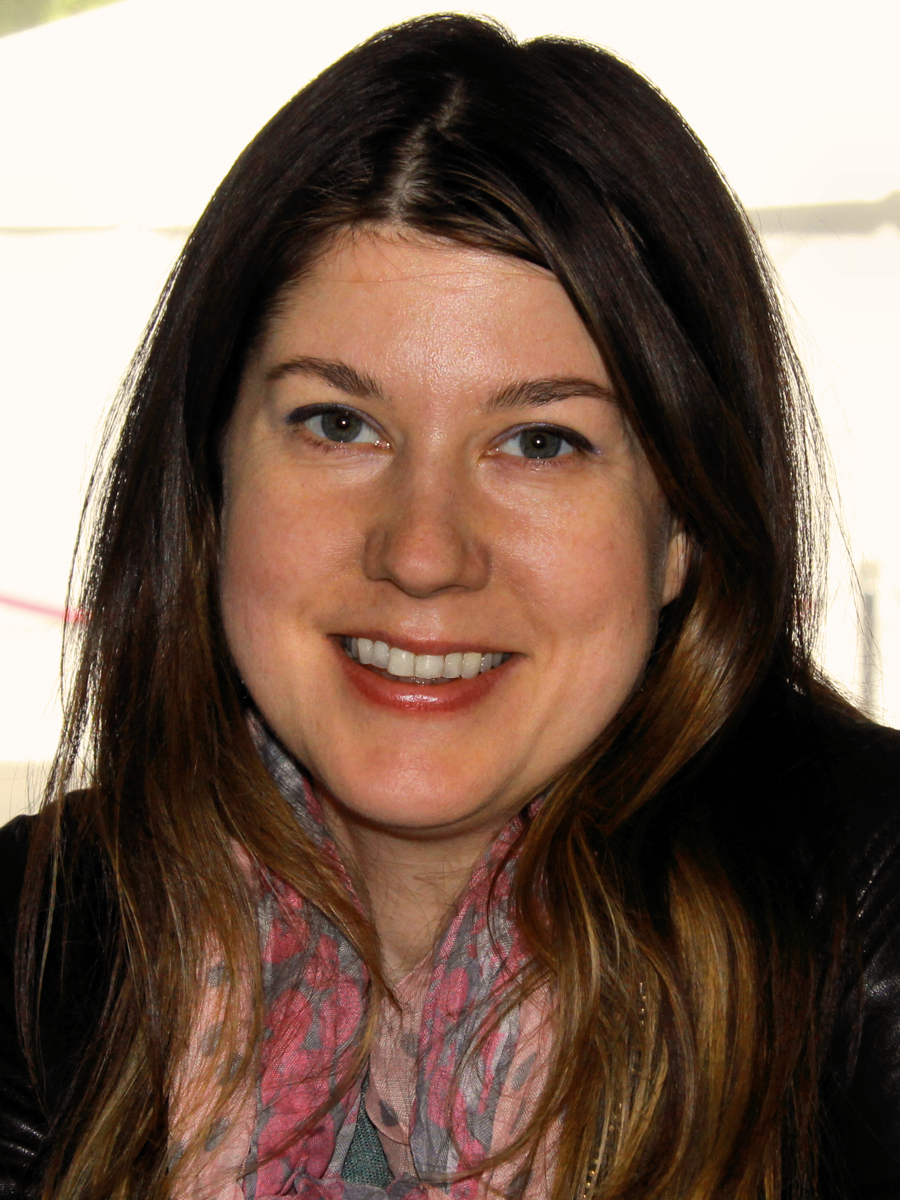
Maureen Johnson (2012)

Maureen Johnson (* 16. Februar 1973 in Philadelphia, Pennsylvania) ist eine US-amerikanische Jugendromanautorin.
Johnson studierte an der Columbia University Dramaturgie und Kreatives Schreiben. Ihr erstes Buch Schwestern für immer erschien in Deutschland 2005. Sie hat zehn Jugendromane veröffentlicht, wovon bis jetzt neben Schwestern für immer Der Teufel in ihr, die Trilogie Die Schatten von London, Die Ellingham Academy 1, Die Ellingham Academy 2 und Die Ellingham Academy 3 ins Deutsche übersetzt wurden. Außerdem ist sie bekannt für ihre kollaborativen Romane Tage wie diese mit John Green und Lauren Myracle sowie Die Chroniken des Magnus Bane und Die Legenden der Schattenjäger-Akademie mit Cassandra Clare.

## Werke
- Schwestern für immer. cbj, 2005, 1. Aufl.
- Der Teufel in ihr. Ravensburger Buchverl., 2008, 1. Aufl.
- Tage wie diese / Der Jubilee-Express, 2010, 1. Aufl.
- Die Schatten von London. Band 1-3. cbt, 2014-2015, 1. Aufl.[2]
- Die Chroniken des Magnus Bane / Die Flucht der Königin, Der Aufstieg des Hotel Dumort, Der Niedergang des Hotels Dumort. Arena, 2014, 1. Aufl.
- Die Legenden der Schattenjäger-Akademie / Willkommen in der Schattenjäger-Akademie, Der Teufel von Whitechapel, Die Feuerprobe. Arena, 2019, 1. Aufl.
- Ellingham Academy. Band 1-3. Loewe Verlag, 2019-2021